# Гайнерсбрюк
Гайнерсбрюк (нім. Heinersbrück) — громада в Німеччині, розташована в землі Бранденбург. Входить до складу району Шпре-Найсе. Складова частина об'єднання громад Пайц.
Площа — 23,69 км2. Населення становить 579 ос. (станом на 31 грудня 2020).